# Grappa (televisieprogramma)
Grappa is een Vlaams humoristisch sketch- en televisieprogramma op de commerciële zender VTM,  uitgezonden van 2006 tot 2008. Het is een productie van Sputnik Media.
Elke aflevering duurt een half uur. Het eenvoudige concept bestaat erin alledaagse moppen te bundelen en deze visueel maken. Elke week wordt een ander personage extra in de kijker gezet. De typische personages (zoals het domme blondje en de agent) en het typische Vlaamse dorp waar alles zich afspeelt zijn erg herkenbaar.  Er waren reeds twee seizoenen gemaakt van Grappa. Het eerste werd uitgezonden in 2006, het tweede was vanaf 5 maart 2008 te zien op VTM.

## Afleveringen
| Seizoen | Aantal | Uitzenddatum |
| ------- | ------ | ------------ |
| 1       | 13     | 2006         |
| 2       | 18     | 2008         |

### Reeks 1
Reeks 1 van Grappa werd voor de eerste keer uitgezonden in 2006 en telt 13 afleveringen.
Bij de hoofdcast speelden bekende Vlaamse acteurs en actrices zoals Luk D'Heu, Frans Maas, Geert Hunaerts, Jenny Tanghe, Bert Van Poucke, Sjarel Branckaerts, Bob Van Der Veken en Arnold Willems mee. De reeks werd later door VTM nog eens herhaald.

### Reeks 2
Reeks 2 van Grappa werd voor de eerste keer uitgezonden in 2008 en telt 18 afleveringen.
In het tweede seizoen werd iedere aflevering voorgesteld als één dag. Tussen de grappen kwam een klok op het scherm. Enkele acteurs waren niet meer te zien: Peter Bulckaen, Jenny Tanghe, Bob Van Der Veken, Arnold Willems, Bert Van Poucke, Vic Zaïdi, Heidi De Grauwe, Hilde Breda en de overleden Sjarel Branckaerts. Er sloten ook enkele andere acteurs nieuw aan bij de cast: Nele Goossens, Diederik Peeters, Doris Van Caneghem, Eric Van Herreweghe en Camilia Blereau.
Sommige rollen werden overgenomen door andere acteurs:
- Luk D'Heu nam de rol van "Opa" over van Bob Van Der Veken.
- Diederik Peeters nam de rol van "Jantje" over van Geert Hunaerts.
- Doris Van Caneghem nam de rol van "Oma" over van Jenny Tanghe.
- Eric Van Herreweghe nam de rollen van "Agent" en "Ober" over van Peter Bulckaen. Hij nam ook de rol van "Kleine zelfstandige" over van Sjarel Branckaerts.
- Nele Goossens nam de rol van "vrouw" en "vriendin" over van Heidi De Grauwe.
- Camilia Blereau nam de rol van "lerares" over van Hilde Breda.
- Hans Van Cauwenberghe nam de rol van "Zot Freddy" over van Bert Van Poucke.

## Cast

### Personages van seizoen 2
- Camilia Blereau - Lerares / Waarzegster (2008)
- Veerle Dejonghe - Dom blondje / Indiaan (2006-2008)
- Karen De Visscher - Moeder Magda (2006-2008)
- Luk D'Heu - Zot Eddy (2006-2008) / Opa / Burgemeester Bloemkools (2008)
- Nele Goossens - Vrouw (2008)
- Geert Hunaerts - Ronny (2006-2008)
- Norbert Kaart - Arie 'Den Hollander' Loofhutjes (2006-2008)
- Dirk Lavrysen - Vader Bert / Homofiel (2006-2008)
- Frans Maas - Dokter Gabriël Crols / Psychiater Jakob Crols / Apotheker/Zakenman (2006-2008)
- Hans Van Cauwenberghe - Zot Freddy (2008) / Pastoor (2006-2008)
- Diederik Peeters - Jantje (2008)
- Doris Van Caneghem - Oma / Rechter (2008)
- Eric Van Herreweghe - Agent / Ober / 'Kleine zelfstandige' Walter / Rechter (2008)
- Fred Van Kuyk - Cafébaas Bob / Cowboy / Homofiel (2006-2008)

### Personages van seizoen 1
- Sjarel Branckaerts - Kleine zelfstandige (2006)
- Peter Bulckaen - Agent / Ober / Treinconducteur (2006)
- Geert Hunaerts - Jantje (2006)
- Jenny Tanghe - Oma / Non (2006)
- Bob Van Der Veken - Opa (2006)
- Bert Van Poucke - Zot Freddy / Engelsman (2006)
- Arnold Willems - Boer / St. Pieter (2006)
- Vic Zaïdi - Swa / Agent / Cowboy / De andere (2006)
- Heidi De Grauwe - Sexy vrouw (2006)
- Hilde Breda - Lerares / Hollander (2006)